# Skive Kommune (1970–2006)
| Strukturdaten       | Strukturdaten |
| ------------------- | ------------- |
| Sitz der Verwaltung | Skive         |
| Fläche              | 230,35 km²    |
| Einwohner           | 27.972 (2006) |
| Kommune seit 2007   | Skive Kommune |
| Website             | www.skive.dk  |

Skive Kommune war bis Dezember 2006 eine dänische Kommune im damaligen Viborg Amt in Jütland. Seit Januar 2007 ist sie zusammen mit  den Kommunen Sallingsund, Spøttrup und Sundsøre Teil der neuen Skive Kommune.
Skive Kommune wurde im Rahmen der Verwaltungsreform von 1970 neu gebildet und umfasste folgende Sogn:
- Dommerby Sogn
- Dølby Sogn
- Egeris Sogn
- Estvad Sogn
- Hem Sogn
- Hindborg Sogn
- Højslev Sogn
- Lundø Sogn
- Resen Sogn
- Rønbjerg Sogn
- Skive Sogn
- Ørslevkloster Sogn
- Ørum Sogn